# Donji Banjevac
Donji Banjevac je naseljeno mjesto u općini Kakanj, Federacija Bosne i Hercegovine, BiH.

## Povijest
Tijekom bošnjačko-hrvatskog sukoba, pripadnici Armije BiH etnički su očistili mjesto te opljačkali i oštetili katoličku kapelu.

## Stanovništvo

### 1991.
Nacionalni sastav stanovništva 1991. godine, bio je sljedeći:
ukupno: 145
- Hrvati - 133
- Srbi - 8
- Jugoslaveni - 1
- ostali, neopredijeljeni i nepoznato - 3

### 2013.
Nacionalni sastav stanovništva 2013. godine, bio je sljedeći:
ukupno: 65
- Bošnjaci - 50
- Hrvati - 15